# PSO J318.5-22
PSO J318.5-22 é um planeta órfão descoberto em 2013em imagens produzidas pelo telescópio mapeador Pan-STARRS.